# Varnish
A Varnish egy nyílt forráskódú HTTP-proxyszoftver, amelyet kifejezetten fordított proxynak terveztek. Eredetileg a norvég Verdens Gang magazin weboldalához készült, Poul-Henning Kamp vezetésével, később saját céget alapítottak köré Varnish Software néven. Az első változata 2006-ban jelent meg.